# Władysław Grabowski (aktor)

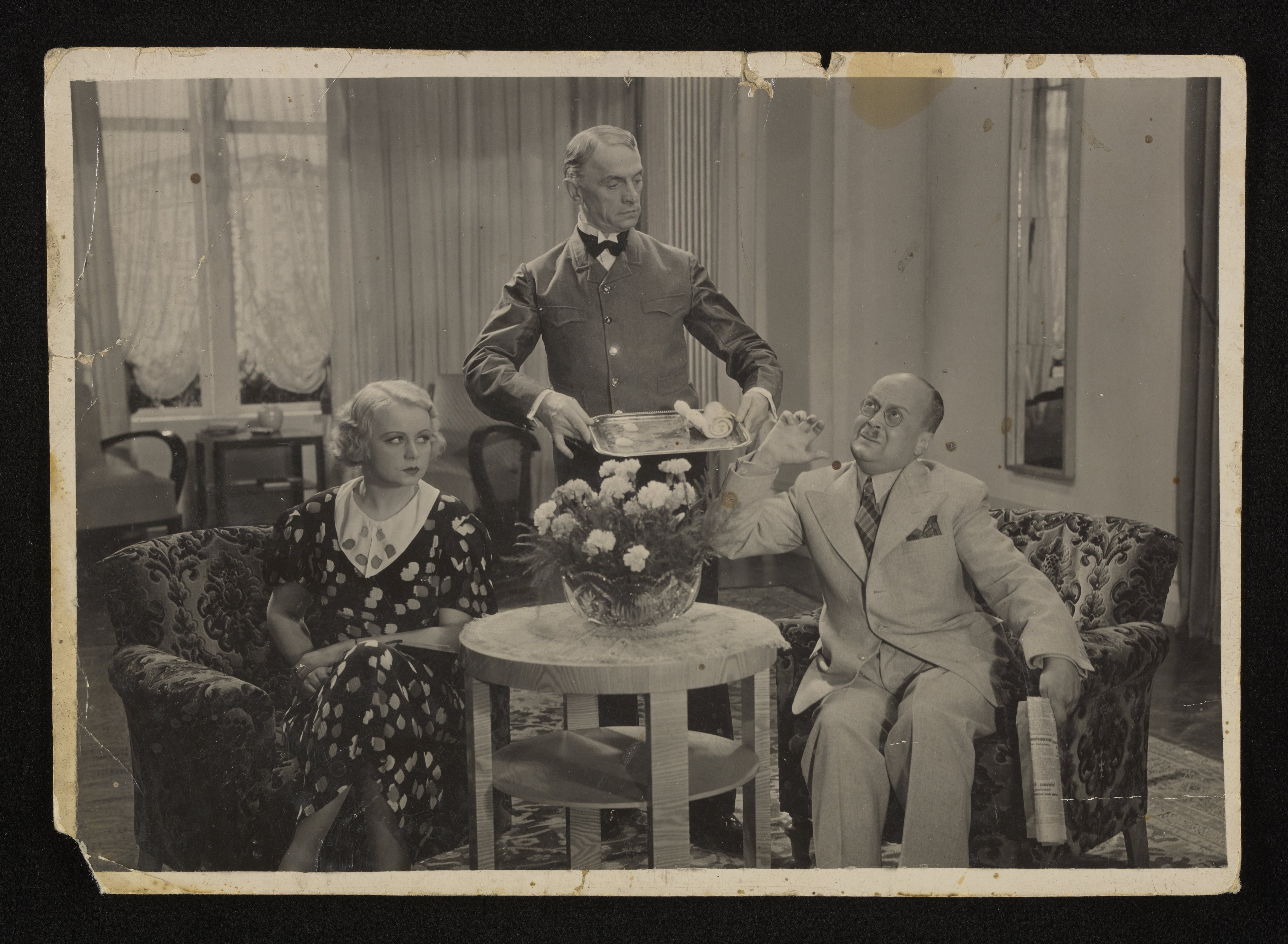
Maria Chmurkowska, Władysław Grabowski i Feliks Chmurkowski w filmie Bolek i Lolek (1936)

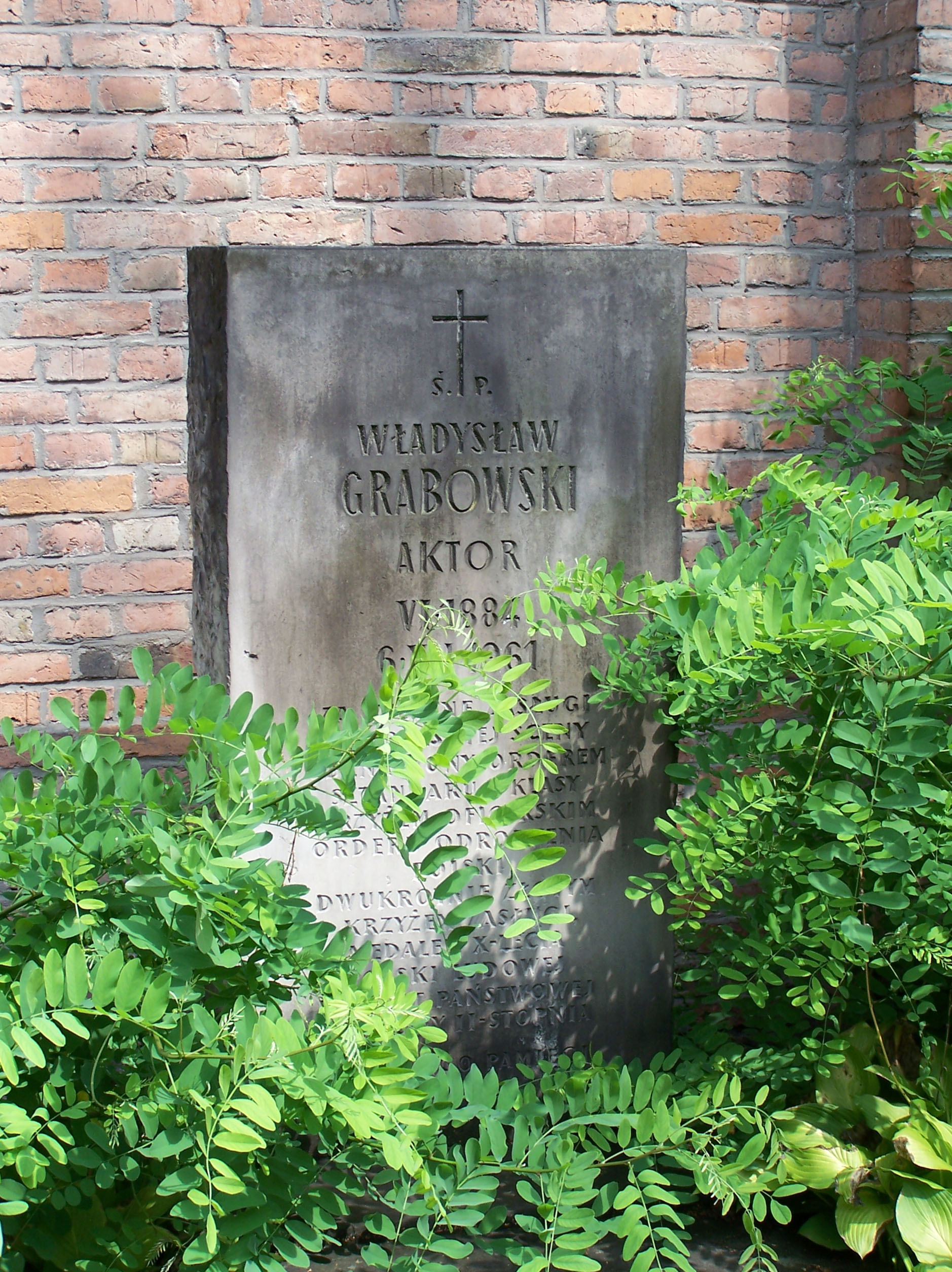
Grób Władysława Grabowskiego w alei zasłużonych na cmentarzu Powązkowskim w Warszawie. Na nagrobku widnieje rok ur. 1884

Władysław Grabowski (ur. 1 czerwca 1883 w Warszawie, zm. 6 lipca 1961 tamże) – polski aktor teatralny i filmowy.

## Życiorys
Urodził się 1 czerwca 1883 w Warszawie, w rodzinie Władysława i Joanny z Szałowiczów. Po ukończeniu szkoły średniej uczył się rysunku, m.in. pod kierunkiem Wojciecha Gersona, następnie studiował w Klasie Dramatycznej Warszawskiego Towarzystwa Muzycznego.
Na deskach teatru zadebiutował w 1905. Występował na scenach teatrów: Łodzi, Warszawy, Krakowa i Petersburga. W kinie debiutował w 1911 rolą pomocnika rabina w filmie Meir Ezofowicz. Grał w wielu filmach okresu międzywojennego. Był przede wszystkim aktorem komediowym.
Podczas okupacji kilka razy wystąpił w teatrach jawnych w Warszawie, m.in. w Teatrze Komedia.
Po wojnie, w latach 1945–1949 występował w Teatrze Wojska Polskiego w Łodzi. Od 1950 występował w Warszawie w Teatrze Polskim, a od 1951 do końca życia w Teatrze Narodowym. 
W 1955 otrzymał Nagrodę Państwową II stopnia „za całość działalności aktorskiej”.
Zmarł 6 lipca 1961 w Warszawie, pochowany na cmentarzu Powązkowskim (Aleja Zasłużonych-1-111,112,113).

## Filmografia
- Meir Ezofowicz (1911) – pomocnik rabina
- Przesądy (1912) – korepetytor
- Wykolejeni (1913) – hrabia Zborowski
- Studenci (1916) – Lucjan Ładnowski
- Arabella w Tajemnice Warszawy (1917) – bogacz
- Cud nad Wisłą (1921) – doktor Jan Powada
- Pan Twardowski (1921) – młody bojar
- O czym się nie mówi (1924) – Konitz
- Iwonka (1925) – Olistierna, dyplomata szwedzki
- O czym się nie myśli (1926) – skrzypek Borski
- Trędowata (1926) – książę Znaniecki
- Mogiła nieznanego żołnierza (1927) – pułkownik Fiodor Iwanow
- Ziemia obiecana (1927) – Moryc Welt
- Ostatnia eskapada (1933) – lekarz
- Czy Lucyna to dziewczyna? (1934) – baron Amadeusz Maria de Witz
- Dwie Joasie (1935) – krawiec Anzelm
- Kochaj tylko mnie (1935) – Hipolit Karcz
- Wacuś (1935) – Łęcki, adorator Centkowskiej
- 30 karatów szczęścia (1936) – detektyw Raczek
- Bolek i Lolek (1936) – Jan, lokaj Lola
- Dodek na froncie (1936) – Wielki Książę Władimir
- Dwa dni w raju (1936)
- Papa się żeni (1936) – Ralfini
- Trędowata (1936) – hrabia Trestka
- Dorożkarz nr 13 (1937) – Jan, przyjaciel Felka
- Dziewczęta z Nowolipek (1937) – aptekarz
- Ordynat Michorowski (1937) – hrabia Trestka
- Trójka hultajska (1937) – Farfacki
- Sygnały (1938) – markiz de Boncroix
- Szczęśliwa trzynastka (1938) – Burlicki
- Wrzos (1938) – hrabia Kołocki
- Za zasłoną (1938) – tybetański znachor
- Zapomniana melodia (1938) – fabrykant, wspólnik w koncernie Rolicza
- Ja tu rządzę (1939/1941) – hrabia Anatol Rzeszotarski
- Żona i nie żona (1939/1941) – Ignaś
- Czarne diamenty (1939/1946) – Ildefons
- Dwie godziny (1946) – Kaliciński, grający w warcaby
- Skarb (1948) – kierownik Krysi w domu handlowym
- Za wami pójdą inni (1949) – gość na urodzinach Anny

## Ordery i odznaczenia
- Order Sztandaru Pracy I klasy (1959)
- Krzyż Kawalerski Orderu Odrodzenia Polski (29 października 1953)[3]
- Złot Krzyż Zasługi (22 lipca 1952)[4]
- Medal 10-lecia Polski Ludowej (19 stycznia 1955)[5]